# ميخائيل جاكسون
ميخائيل جاكسون (بالإنجليزية: Michael Jackson)‏ (4 ديسمبر 1973 في المملكة المتحدة - ) هو مدرب كرة قدم ولاعب كرة قدم بريطاني في مركز الدفاع. لعب مع بريستون نورث إيند وشروزبري تاون ونادي بلاكبول ونادي بوري ونادي ترانمير روفرز لكرة القدم ونادي كرو ألكساندرا.

## وصلات خارجية
- ميخائيل جاكسون على موقع قاعدة بيانات كرة القدم.إي يو (الإنجليزية)
- ميخائيل جاكسون على موقع Soccerbase.com (لاعب) (الإنجليزية)
- ميخائيل جاكسون على موقع Soccerbase.com (مدرب) (الإنجليزية)